# Cassandra Clare
Judith Rumelt, mer känd som Cassandra Clare, född 27 juni 1973, är en amerikansk författare som är känd för att ha skrivit den internationellt bästsäljande ungdomsbokserien The Mortal Instruments.

## Bakgrund
Clare föddes i Teheran i Iran, av amerikanska föräldrar, och bodde som barn även i Frankrike, England och Schweiz. Hon gick på high school i Los Angeles för att sedan ta en examen i engelska. Efter sin examen flyttade hon till New York där hon arbetade på flera kvällstidningar och nöjestidningar, bland andra The Hollywood Reporter.
Hon började skriva första delen i bokserien The Mortal Instruments, City of Bones, 2004. Den är inspirerad av stadslandskapet omkring New York och speciellt Manhattan. Hon har även skrivit en av de längsta och mest berömda Harry Potter fanfictions, The Draco Trilogy, samt en fanfiction för Sagan om Ringen, The Very Secret Diaries, men de raderades från internet strax efter att hon publicerade sin första bok.
Hon bor numera i Amherst i Massachusetts, tillsammans med sin make Joshua Lewis.

### The Mortal Instruments
1. City of Bones (27 mars 2007)
- Stad av skuggor (översättning Jan Risheden, Bonnier Carlsen, 2013)
2. City of Ashes (25 mars 2008)
- Stad av aska (översättning Jan Risheden, Bonnier Carlsen, 2013)
3. City of Glass (24 mars 2009)
- Stad av glas (översättning Jan Risheden, Bonnier Carlsen, 2014)
4. City of Fallen Angels (5 april 2011)
- Fallna Änglars Stad (översättning Jan Risheden, Bonnier Carlsen, 2015)
5. City of Lost Souls (8 maj 2012)
- Förlorade Själars Stad (översättning Jan Risheden, Bonnier Carlsen, 2016)
6. City of Heavenly Fire (27 maj 2014)
- Himmelska eldens stad (översättning Jan Risheden, Bonnier Carlsen, 2016)

### The Infernal Devices
1. Clockwork Angel (31 augusti 2010)
2. Clockwork Prince (6 december 2011)
3. Clockwork Princess (19 mars 2013)

### The Dark Artifices
1. Lady Midnight (8 mars 2016)[4][5]
2. Lord of Shadows (23 maj 2017)
3. Queen of Air and Darkness (4 december 2018)

### The Last Hours
1. Chain of Gold (3 mars 2020)
2. Chain of Iron (2 mars 2021)[6]
3. Chain of Thorns (TBA, c.a. Mars, 2022)

### The Eldest Curses
1. The Red Scrolls of Magic (2019)
2. The Lost Book of the White (2020)[7]
3. The Black Volume of The Dead (TBA c.a. 2021)

### Magisterium
Tillsammans med Holly Black.
1. The Iron Trial (9 september 2014)
- Järnprovet (översättning Lottie Eriksson, Bonnier Carlsen, 2015)
2. The Copper Gauntlet (september 2015)
- Kopparhandsken (översättning Lottie Eriksson, Bonnier Carlsen, 2016)
3. The Cosmos Blade (2016)
- Bronsnyckeln (översättning Lottie Eriksson, Bonnier Carlsen, 2017)
4. The Golden Boy (2017)
5. The Enemy of Death (2018)

### Övriga böcker
- Shadowhunters and Downworlders (29 januari 2013) korta noveller skrivna av diverse författare och sammanställd av Clare
- The Shadowhunter's Codex (29 oktober 2013) tillsammans med Joshua Lewis[11]
- The Bane Chronicles (april 2013-mars 2014, 11 november 2014) tillsammans med Maureen Johnson och Sarah Rees Brennan[12]
- Tales from the Shadowhunter Academy (februari-november 2015, 15 november 2016) tillsammans med Maureen Johnson, Sarah Rees Brennan och Robin Wasserman[13]
- Ghosts of the Shadow Market (april 2018-januari 2019, 4 juni 2019) tillsammans med Maureen Johnson, Robin Wasserman, Sarah Rees Brennan och Kelly Link.
- The Secret Treasons (TBA) graphic novel skriven av Clare och ritad av Cassandra Jean[14]
- Sword Catcher-serien, Sword Catcher (2023) och The Ragpicker King (2025)[15]

### Noveller
- "The Girl's Guide to Defeating the Dark Lord" i Turn the Other Chick (2004) som Cassandra Claire
- "Charming" i So Fey (2007)
- "Graffiti" i Magic in the Mirrorstone (2008)
- "Other Boys" i The Eternal Kiss (2009)
- "The Mirror House" i Vacations from Hell (2009)
- "I Never" i Geektastic: Stories from the Nerd Herd (2009)
- "Cold Hands" i Zombies vs. Unicorns (2010)
- “One Fortunate Future Day” i antologin Steampunk! An Anthology of Fantastically Rich and Strange Stories (2011)[16]
- “The Rowan Gentleman” i antologin Welcome to Bordertown (2011)[17]